# Click clack
Click clack is een nummer dat is uitgevoerd door Ralf Mackenbach. Ralf Mackenbach won met het nummer het Junior Songfestival, uitgezonden door de AVRO. Het nummer was de Nederlandse inzending voor het Junior Eurovisiesongfestival 2009.

## Junior Eurovisiesongfestival
Tijdens de finale van het Junior Eurovisiesongfestival op 21 november 2009 in Kiev eindigde het nummer met 121 punten op de eerste plaats.

## Kritiek
In 2011 kwam er kritiek op het nummer Click clack waarmee Mackenbach de finale won. Verschillende bronnen meldden dat hij het lied niet zelf geschreven heeft, maar dat het is geschreven door musicus/docent Jan van den Langenberg. Onder andere de website van Buma/Stemra bevestigt dit gerucht.

## Hitnotering
| Single met eventuele hitnotering(en) in de Nederlandse Top 40 | Datum van verschijnen | Datum van binnenkomst | Hoogste positie | Aantal weken | Opmerkingen                |
| ------------------------------------------------------------- | --------------------- | --------------------- | --------------- | ------------ | -------------------------- |
| Click clack                                                   | 2009                  | 05-12-2009            | 28              | 3            | Nr. 7 in de Single Top 100 |